# ミック・シャノン
ミック・シャノン（Mick Channon, 1948年11月28日 - ）は、イギリス（イングランド）・ウィルトシャー出身の元サッカー選手、および競馬の調教師。ポジションはフォワード。1986年引退。
サウサンプトンの中心選手として活躍、その後もマンチェスター・シティ、ニューカッスル・ユナイテッドなど様々なチームを渡り歩き、プロサッカー選手として20年超に渡り活躍を見せ、一流選手といえる実績を残した。
クラブチームで通算717試合出場、232得点。イングランド代表にも招集され、通算46試合出場、21得点。

## 所属クラブ
- サウサンプトンFC 1966年 - 1977年
- マンチェスター・シティFC 1977年 - 1979年
- サウサンプトンFC 1979年 - 1982年
- ニューカッスル・ユナイテッド 1982年
- ブリストル・ローヴァーズFC 1982年
- ノリッジ・シティFC 1982年 - 1985年
- ポーツマスFC 1985年 - 1986年

## 調教師転身後
サッカー選手引退後は競走馬の調教師に転向した。現役時代の同僚および知人の繋がりから、ケヴィン・キーガンやアラン・ボール、アレックス・ファーガソンなど、サッカー界で名の知れた人物達の所有馬を管理することもある。
当初10頭ほどの管理馬で厩舎はスタートしたが、現在では管理馬が約100頭に達するほどの成功を収めている。
2022年シーズンを最後に調教師を引退することになった。

### 主な管理馬
- ピッコロ / Piccolo（1994年ナンソープステークス、1995年キングススタンドステークス）
- シーザン / Seazun（1999年チェヴァリーパークステークス）
- トブーグ / Tobougg（2000年サラマンドル賞、デューハーストステークス）
- インペリアルダンサー / Imperial Dancer（2003年ローマ賞）
- クイーンズロジック / Queen's Logic（2001年チェヴァリーパークステークス）
- メイルザデザート / Mail the Desert（2002年モイグレアスタッドステークス）
- ザフィーン / Zafeen（2003年セントジェームズパレスステークス）
- シルカズシスター / Silca's Sister（2005年モルニ賞）
- ユームゼイン / Youmzain（2006年オイロパ賞、2008年サンクルー大賞）
- マジェスティックロイ / Majestic Roi（2007年サンチャリオットステークス）
- エヴァズリクエスト / Eva's Request（2009年リディアテシオ賞）
- サミター / Samitar（2012年愛1000ギニー、ガーデンシティステークス）